# برايان لي
برايان لي هو سياسي كندي، ولد في 2 أغسطس 1950. حزبياً، نشط في الرابطة التقدمية المحافظة في ألبرتا ‏. وقد انتخب عضو الجمعية التشريعية ألبرتا.